# Тагор, Суриндро Мохун
Суриндро Мохун Тагор (Раджа Сориндрамохана Тхакура) (бенг. শৌরীন্দ্রমোহন ঠাকুর, англ. Sourindra Mohun Tagore; 1840, Калькутта, Бенгальское президентство, Британская Индия — 28 июня 1914, Калькутта, Бенгальское президентство, Британская Индия) — индийский бенгальский учёный — музыковед

, музыкант. Основатель и президент Бенгальской музыкальной академии (1881—1914).

## Биография
Представитель семьи Тагоров.
Изучал северо-индийскую, затем — европейскую теорию музыки и много публиковался на эти темы. В 1871 году основал Бенгальское музыкальное общество, в 1881 году — Бенгальскую академию музыки, был её президент до конца жизни. Создал первый индийский музыкальный оркестр в Калькутте.
Усовершенствовал индийскую музыкальную нотацию («Elementary rules for the Hindoo musical notation…», 1875).
По заданию ряда музеев собирал коллекции музыкальных инструментов в разных странах Азии, лучшая находится в «Метрополитен-музее» (Нью-Йорк). В 1877 году им были заложены основы Брюссельского музея музыкальных инструментов (MIM), когда раджа подарил королю Бельгии Леопольду II коллекцию из ста индийских музыкальных инструментов.
Автор около 60 работ по различным вопросам северо-индийской, в частности, бенгальской, музыки (изданных на бенгальском и английском языках в Калькутте).
Убеждённому стороннику Британской империи и её колониальных представительств в Индии, Суриндро Мохуну Тагору было поручено осуществить переводы гимна «Боже, храни Короля/Королеву!» на индийские мелодии.
В 1875 году получил почётную докторскую степень по музыке университета Филадельфии и Оксфорда (1895).

## Избранные работы
- Hindu music, 1875;
- Yantra Kosha, or A treasury of the musical Instrument! of ancient and modern India…, 1875;
- The 8 principal Ragas of the Hindus, 1880;
- Английский перевод «Венисанхары» (Калькутта, 1880)[5];
- The musical scales of the Hindus with remarks on the applicability of harmony to Hindu music, 1884;
- Universal history of music, 1896.